# Trapezundsko cesarstvo
Trapezundsko cesarstvo (srednjeveško grško Βασίλειον τής Τραπεζούντας, latinizirano: Basileion tis Trapezountas, turško Trabzon İmparatorluğu) je bila nasledstvena država Bizantinskega cesarstva, ki so jo ustanovili Grki na južni obali Črnega morja po padcu Konstantinopla v četrti križarski vojni leta 1204.

## Ustanovitev
Prihod križarjev pred glavno mesto Bizantinskega cesarstva v četrtem križarskem pohodu leta 1203 je v cesarstvu povzročil popolno razsulo. Brata Aleksej in David (Megas) Komnen, ki sta po uboju svojega starega očeta cesarja Andronika I. in očeta Manuela leta 1085 z materjo Rusudano pobegnila iz Konstantinopla v Gruzijo, sta izkoristila razsulo in se poskusila osamosvojiti. Njuna teta, kraljica Tamara Gruzinska, jima je leta 1204 dala na razpolago svojo vojsko, s katero sta osvojila mesto Trapezund (sodobni Trabzon) in nekaj ozemlja ob takratni bizantinsko-gruzinski meji. Brata sta se proglasila za zakonita naslednika Bizantinskega cesarstva in Aleksej si je nadel tradicionalni bizantinski vladarski naslov cesar in avtokrat Rimljanov.
Ko je Aleksej I. Komnen izvedel, da so križarji aprila 1204 osvojili Konstantinopel, je upal, da ga bodo takrat še svobodne bizantinske azijske province priznale za svojega vladarja. Ko je njegov načrt propadel, je napovedal vojno konkurenčnemu Nikejskemu cesarstvu in razširil cesarstvo ob črnomorski obali proti zahodu do Sinopa in Herakleje Pontike, ki je postala najzahodnejše mesto v cesarstvu. Njegovo oblast je priznal tudi del polotoka Krim na severni obali Črnega morja.

## Vojne
Prodiranje trapezundske vojske na zahod je pripeljalo do neizbežnega spopada s Teodorjem Laskarisom, ki je poveljeval glavnini preostale bizantinske vojske v Mali Aziji. Teodor je sklenil zavezništvo s Seldžuškim sultanatom Rum in Aleksejeva in Davidova ideja o ustanovitvi lastnega velikega cesarstva je kljub zavezništvu z Latinskim in Gruzinskim cesarstvom že leta 1205 propadla. Seldžuki so namreč začeli oblegati Trapezund, vojsko, ki bi morala napasti Nikomedijo (İzmit), pa so sovražniki potolkli. Teodor bi lahko nadaljeval vojno s Trapezundom, a je zaradi preobremenjenosti raje sklenil premirje, ki je postalo dokončno šele leta 1214, ko so Sinop zasedli Seldžuki in se vrinili med obe državi. Po smrti cesarja Alekseja I. Megasa Komnena so trapezundska ozemlja na Krimu postala vazalna država z imenom Teodorjeva kneževina.

## Trgovsko središče
Po končanih vojnah se je moralo Trapezundsko cesarstvo sprijazniti z usodo nepomembne državice, ki je morala priznati nadoblast močnejših sosedov. Njegov prvi vazalni gospodar je bil Ikonijski sultanat, za njim pa Mongoli. 
Mongoli so leta 1258 porušili Bagdad in za Trapezund se je po njegovem propadu začelo zlato obdobje. Ker je priznaval nadoblast svetovne velesile in je bil istočasno samostojen, je postal glavno zbirališče trgovcev ob svilni poti, ki se je s področja današnjega Izraela in Libanona preusmerila k Črnemu morju. Cesarstvo se je kljub obilju stalno zmanjševalo, ker so mu turški in gruzinski sosedje s hitrimi napadi košček za koščkom jemali državno ozemlje. 

## Državna ureditev
Ko je Aleksej I. Megas Komnen ustanovil Trapezundsko cesarstvo, si je nadel tradicionalni vladarski naslov bizantinskih cesarjev cesar in avtokrat Rimljanov. Kasneje so cesarji pod pritiskom obnovljenega Bizantinskega cesarstva naslov spremenili v cesar in avtokrat celega vzhoda, Iberije (Gruzije) in prekmorskih provinc (Krima). Cesarji so kljub dogovoru ves čas obstoja cesarstva vzdrževali politično utvaro, da so bizantinski vladarji v izgnanstvu. Cesarjeva oblast, ki je bila na začetku absolutna, se je med državljanjskimi vojnami v 14. stoletju stalno zmanjševala in prehajala na lokalne fevdalce. Fevdalci so prevzeli velik del državnih pooblastil, tako da je med cesarjem in fevdalci nastalo politično ravnotežje, ki je trajalo vse do propada cesarstva. 
Mesto Trapezund (Trabzon) so imeli tujci za kopijo majhnega italijanskega mesta, ki je po čudežu nastalo na ozemlju, ki so ga obkrožale muslimanske države. Privid je dodatno krepila stalna prisotnost italijanskih trgovcev in nekateri cesarji, ki so pred koncem življenja prestopili iz pravoslavja v »edino pravo (katoliško) vero«. Genovska republika je v neposredni bližini mesta celo ustanovila majhno kolonijo, ki je tudi pustila svoje kulturne sledi. Poleg trgovcev so v mesto prihajali tudi raziskovalci, med katerimi sta najbolj znana Marko Polo in Ruy Gonzalez de Clavijo. 
V času, ko sta Bizanc in Bizantinsko cesarstvo ozemeljsko in finančno propadala, je bil Trapezund za Grke raj na zemlji. Njihovo bogastvo se je kazalo tudi v bogatih cerkvah in palačah, ki so na tujce naredile velik vtis. Dokaz velikega bogastva je prošnja bizantinskega cesarja za finančno pomoč pri obnovi njegove povsem propadle cesarske palače. Trapezund se je na prošnjo odzval tako, da je na svoje stroške poleg cesarske palače obnovil še nekaj cerkva, ki so bile v zelo slabem stanju. Trapezund je zaradi svojega bogastva postal središče učenja klasičnega obdobja. Najpomembnejši učenjak, ki je deloval v Trapezundu, je bil Bazilij Bessarijon (1395–1472), kardinal katoliške cerkve in de iure bizantinski patriarh, ki se je šolal v Bizancu in je bil v Italiji eden od tvorcev italijanske renesanse.

## Zaton
Cesarstvo je svoj vrhunec doseglo v času cesarja Alekseja II. Megasa Komnena (1297–1330). Po njegovi smrti leta 1330 se je začelo obdobje državljanskih vojn in v naslednjih nekaj letih se je na prestolu zamenjalo kar osem cesarjev, državno gospodarstvo pa je povsem propadlo. Med vladanjem Alekseja III. se je država stabilizirala, toda začelo se je obdobje počasnega a vztrajnega upadanja trgovine, od katere je država živela. Da bi oslabelo cesarstvo obdržal pri življenju, je začel cesar svoje hčerke poročati s sosednjimi emirji in kraljem Gruzije in si na ta način kupovati mir. Njegov naslednik je obdržal državo tako, da se je povezal z mongolskim kanom Timur Lenkom, toda šlo je za golo preživetje.

## Propad
Neizbežen propad države je že leta 1437 napovedal P. Tafur, ki se je čudil, da ima Trapezund samo štiri tisoč vojakov. Nasledniki Alekseja III. - Aleksej IV., Ivan IV. in David, ki je bil poslednji cesar - so nadaljevali njegovo politiko poročanja hčera z vladarji sosednjih držav. Takšna politika je bila dolgoročno obsojena na neuspeh, ker je medtem v Anatoliji nastala močna država Osmansko cesarstvo, ki ji je takrat vladal Mehmed II.. Njegov neskrit cilj je bil uničenje vseh ostankov Bizantinskega cesarstva. David je sicer sklenil nekaj zavezništev s sosednjimi državami, vendar proti Turkom ni imel prav nobenih možnosti za uspeh. Po mesecu dni obleganja Trapezunda se je 15. avgusta 1461 David z družino predal Turkom, ki so mu zagotovili življenje.
Zgodovina Trapezundskega cesarstva in legitimnih cesarjev Rimskega cesarstva se je končala.

## Seznam trapezundskih cesarjev
- Aleksej I. Megas Komnen (1204–1222)
- Andronik I. Gidos (1222–1235)
- Ivan I. Megas Komnen (1235–1238)
- Manuel I. Megas Komnen (1238–1263)
- Andronik II. Megas Komnen (1263–1266)
- Jurij Megas Komnen (1266–1280)
- Ivan II. Megas Komnen (1280–1284)
- Teodora Megas Komnena (1284–1285)
- Ivan II. Megas Komnen (ponovno, 1285–1297)
- Aleksej II. Megas Komnen (1297–1330)
- Andronik III. Megas Komnen (1330–1332)
- Manuel II. Megas Komnen (1332)
- Bazilij Megas Komnen (1332–1340)
- Irena Paleologina (1340–1341)
- Ana Megas Komnena (1341)
- Mihael Megas Komnen (1341)
- Ana Megas Komnena (ponovno, 1341–1342)
- Ivan III. Megas Komnen (1342–1344)
- Mihael Megas Komnen (ponovno, 1344–1349)
- Aleksej III. Megas Komnen (1349–1390)
- Manuel III. Megas Komnen (1390–1416)
- Aleksej IV. Megas Komnen (1416–1429)
- Ivan IV. Megas Komnen (1429–1459)
- David Megas Komnen (1459–1461)